# Herpyllus excelsus
Herpyllus excelsus är en spindelart som beskrevs av Fox 1938. Herpyllus excelsus ingår i släktet Herpyllus och familjen plattbuksspindlar. Inga underarter finns listade i Catalogue of Life.